# Sumenep
Sumenep (madura nyelven: Songènèb) város Indonéziában, Kelet-Jáván, Madura szigetén fekszik, annak keleti felén. A Sumenep kormányzósághoz tartozik, annak közigazgatási központja.

## Sumenep város
Sumenep város alföldön terül el, majdnem 55 km²-en (54.934774), lakosainak száma 79.918, a nők aránya 50,92%, népsűrűség: 1.454,91 fő/km² (2003). 2004. június 29-én Sumenep városi kerületeket alakított ki.
Sumenep város ad otthont több történelmi épületnek, melyek a királyi palotákhoz kapcsolódnak:
- Asta Tinggi Sumenep (Nagy Asta Sumenep) – királyok és családtagjaik sírjai
- Keraton Sumenep (királyi palota) – jelenleg Sumenep kormányzójának hivatalos rezidenciája
- Benteng Kali Mo'o – mára csak a külső fala áll
- Taman Sare (Sare Park) – az egykori királyi fürdőkomplexum, ami most nyilvános

### Szomszédos kerületek
- északról: Manding
- délről: Saronggi
- keletről: Kapura és Kalianget
- nyugatról: Lenteng

### Települések
Bangkal, Bangselok, Kacongan, Karangduak, Kebonagung, Kebunan, Kepanjin, Kolor, Marengan Daya, Paberasan, Pabian, Pajagalan, Pamolokan, Pandian, Pangarangan, Parsanga

## Sumenep Kormányzóság
Területe: 2.093,457573 km², lakosság: 1.041.915 fő, fővárosa: Sumenep város. Az eredeti (madura) nyelv szerinti jelentése: nyugodt völgy.

### Határok
A Sumenep Kormányzóság Madura sziget keleti végén található. Ugyancsak ide tartozik a keleti hosszúság 113°32'54 -- 116°16'48 és a déli szélesség 4°55' -- 7°24' között szétszórt 126 sziget is, aminek 38%-as (azaz 48) lakott, viszont 62%-a (tehát 78 sziget) lakatlan. A kormányzóságot délen a Madura-szoros és a Bali-tenger, északon a Jáva-tenger, nyugaton a Pamekasan Kormányzóság (mint egyetlen szárazföldi határ), keletről pedig a Jáva-tenger és a Flores-tenger határolja. A sok tenger hatalmas erőforrás, s természetesen a halászat nagy lehetősége.

### Területek
A Sumenep Kormányzóság teljes területe 2.093,457573 km2:
- mezőgazdasági terület: 1.130,19 km² (53,98%)
- erdő, füvesség: 423,96 km² (20,25%)
- települések: 179,32 km² (8,56%)
- vízfelület: 59,07 km² (2,82%)
- egyéb: 63,41 km² (3,02%)
- tenger: kb. +50.000,00 km²

### Kerületek
A Sumenep Kormányzóság huszonhét kerületre oszlik, benne 4 község és 328 falu található. Az alábbi táblázat a 2010-es népszámlálás eredményeit rögzíti.
| Kerület      | Népesség 2010 |
| ------------ | ------------- |
| Pragaan      | 65,152        |
| Bluto        | 45,142        |
| Saronggi     | 34,282        |
| Giligenteng  | 26,524        |
| Talango      | 36,737        |
| Kalianget    | 39,253        |
| Kota Sumenep | 70,744        |
| Batuan       | 12,097        |
| Lenteng      | 56,777        |
| Ganding      | 35,671        |

| Kerület       | Népesség 2010 |
| ------------- | ------------- |
| Guluk Guluk   | 50,803        |
| Pasongsongan  | 43,221        |
| Ambunten      | 37,702        |
| Rubaru        | 36,453        |
| Dasuk         | 29,420        |
| Manding       | 27,922        |
| Batuputih     | 42,482        |
| Gapura        | 36,771        |
| Batang Batang | 51,948        |
| Dungkek       | 35,995        |

| Kerület             | Népesség 2010 |
| ------------------- | ------------- |
| Sapudi szigetek:    |               |
| Nonggunong          | 13,194        |
| Gayam               | 32,303        |
| Raas                | 36,527        |
| Kangean szigetek:   |               |
| Sapeken             | 43,117        |
| Arjasa              | 59,702        |
| Kangayan            | 20,548        |
| Masalembu szigetek: |               |
| Masalembu           | 21,705        |

## Történelem
A gyarmatosítás előtti hindu-buddhista időkben a Singhasai királyok uralkodtak Jáva és közvetlen környezete (lásd szigetvilág), így Madura szigete felett is. Aryja Wirajaja herceg, Kertanegara király tanácsadója, a Singhasai királyság utódaként létrehozta a Majapahit birodalmat. Több könyvet és kéziratot írt, egyike a Pararaton, ami ezen történelmi események kézirata; lejegyzi, hogy emiatt őt 1268-ban száműzték a keleti Manurese hercegségbe Sumenepben, mivel kiesett Wishnuwardana király kegyeiből. Arya Wirajaja-t itt temették el 1269. október 31-én (városalapítás dátuma).
A muzulmán és a gyarmati időszak kezdetén, Yudonegoro idején (1648-1672) a Holland Kelet-Indiai Társaság elérte Sumenep régióját. Trunojoyo (Yudonegoro barátja) vereséget szenvedett a hollandoktól, így a terület ezután a társaság szabályaihoz kötődött. Az uralkodó, Yudonegoro halála után a hollandok beavatkoztak Sumenep közügyeibe. 1704-ben a hollandok aláírták a Puger-szerződést, melyben elismerték a szunani Pangeran Puger herceg – mint I. Pakubuwana, Surakarta harmadik királya – szuverenitását, aki hadilábon állt III. Amangkurat szultánnal (Matamaram szultán örökösével) Plered-ben; a küzdelemben holland segítséget kapott. A szerződés részeként Puger átengedte Jáva keleti részeit és Madurát (vele Sumenepet) a hollandoknak, ugyanakkor egy korábbi szerződés súlyos pénzbeli terhét átváltotta 25 évnyi kötelezettségre természetben (évi tizenhárom tonna rizsre). Sumenep így másodszorra került a Társaság kezébe 1705. október 5-én.
IV. Cokronegoro (1744-1749) uralkodása alatt Ke'Lesap felkelést vezetett Bangkalanból a holland szabályok megtámadására, majd egy éven vezette Sumenepet. 1750-ben leváltotta Tirtonegoro (Yudonegoro leszármazottja), aki Bendoro Saud paphoz ment feleségül, akit a hollandok mint Sumenep hercegét koronázták meg. Így 1750 és 1762 között a régiót két uralkodó család vezette. Saud herceget a szülők felkérésére fia, Raden Asirudin (későbbi nevén Panembahan Somala) követte a trónon (1762-1811), aki megépítette a palotát és a nagy mecsetet; Sumenep első szultánjaként is ismerik. Őt ugyan rövid időre fia, Kusumadiningrat követte, de néhány hónap múlva a hollandok Pasuruanba kényszerítették, s helyébe Tirtadiningrat lépett, akit a hollandok I. Pakunataningrat szultánnak koronáztak. Ekkortól a hercegséget a szultánság váltja fel, ami az iszlám vallás térhódításának is a következménye.
A holland gyarmatok közt egyedülálló módon az indonéz Sumenep a szultánságok létrehozásával egyfajta autonómiát kapott az önálló kormányzásra (holland felügyelővel) szerződéseken és egyezményeken keresztül. 1883-ban azonban a hollandok közvetlenebb szabályokat érvényesítettek, alávetve a térséget Holland Kelet-India fennhatóságának. Pratamingkusumo (1901-1926) idején létesítmények építkezésébe kezdtek az etikus politika jegyében: egyebek közt gátat a Kebon Agung folyón, holland iskolát az indonéz diákok részére, közlekedési létesítményeket és modern só-brikett üzemet Kalianget kerületében.
1945. augusztus 17-én Indonézia kimondta a hollandoktól való függetlenségét. Ezt a gyarmatország csak jóval később volt hajlandó elismerni. Az indonéz nemzeti forradalom alatt 1947. november 11-én Sumenep függetlenségért küzdő harcosai öt holland repülőgépet támadtak meg. Annak ellenére, hogy a helybéliek támadtak, Sumenep és Madura szigetének más területeit is leigázták a hollandok; abban az időben Madura szigete volt az utolsó lefoglalt fellegváruk, nevezetesen Sumenep. A Madurában lévő kormányközpont Pamekasanból Lanjukba, Mandingba és Sumenepbe költözött.
1948-ban megalakult az Indonéz Egyesült Államok; Madura a központi indonéz államtól elkülönült a szövetségi kormány felbontásáig, mikor is létrejött az Indonéz Köztársaság.

### Uralkodók
| Sorszám | Név                                                                                          | Palota               | Uralkodása időszaka | Megjegyzés |
| ------- | -------------------------------------------------------------------------------------------- | -------------------- | ------------------- | --- |
| 1.      | Aria Wiraraja I (Aria Banyak Wedi)                                                           | Batuputih            | 1269–1292           | a Tumapel királyság szolgája és a Majapahit királyság megalapítása Raden Wijaya befolyásával                        |
| 2.      | Aria Wiraraja II (Ario Bangah)                                                               | Banasare             | 1292–1301           | a királyság neve Sumenep Majapahit befolyása alatt                                                                  |
| 3.      | Aria Danurwendo (Lembu Sarenggono)                                                           | Aeng Anyar           | 1301–1311           | |
| 4.      | Aria Assrapati                                                                               |                      | 1311–1319           | |
| 5.      | Panembahan Joharsari                                                                         | Bluto                | 1319–1331           | |
| 6.      | Panembahan Mandaraga(Raden Piturut)                                                          | Keles                | 1331–1339           | |
| 7.      | Pangeran Ario Wotoprojo                                                                      | Bukabu               | 1339–1348           | |
| 8.      | Pangeran Ario Notoningrat                                                                    | Baragung             | 1348–1358           | |
| 9.      | Kanjeng Pangeran Ario Secodiningrat I (R. Agung Rawit)                                       | Banasare             | 1358–1366           | |
| 10.     | Kanjeng Pangeran Ario Secodiningrat II (Tumenggung Gajah Pramono)                            | Banasare             | 1366–1386           | |
| 11.     | Kanjeng Pangeran Ario Pulang Jiwo (Panembahan Blongi)                                        | Bolingi / Poday      | 1386–1399           | |
| 12.     | Kanjeng Pangeran Ario Adipoday (Ario Baribin)                                                | Nyamplong / Poday    | 1399–1415           | |
| 13.     | Kanjeng Pangeran Ario Secodiningrat III (Pangeran Jokotole)                                  | Lapa Taman / Dungkek | 1415–1460           | |
| 14.     | Kanjeng Pangeran Ario Secodiningrat IV (Pangeran Wigonando)                                  | Gapura               | 1460–1502           | |
| 15.     | Kanjeng Pangeran Ario Secodingrat V (Pangeran Siding Purih)                                  | Parsanga             | 1502–1559           | a királyság neve Sumekar, a Majapahit királyság vége                                                                |
| 16.     | Kanjeng Tumenggung Ario Kanduruwan (Pangeran Notokusumonegero)                               | Karang Sabu          | 1559–1562           | Kerajaan Demak befolyása alatt, Bintoro                                                                             |
| 17.     | Kanjeng Pangeran Ario Wetan és Kanjeng Pangeran Ario Lor                                     |                      | 1562–1567           | |
| 18.     | Kanjeng Pangeran Ario Keduk II (R. Keduk)                                                    |                      | 1567–1574           | |
| 19.     | Kanjeng Pangeran Ario Lor II (R. Rajasa)                                                     |                      | 1574–1589           | Kerajaan Mataram befolyása alatt                                                                                    |
| 20.     | Kanjeng Pangeran Ario Cokronegoro I (R. Abdullah)                                            | Karang Toroy         | 1589–1626           | |
| 21.     | Kanjeng Pangeran Ario Anggadipa                                                              | Karang Toroy         | 1626–1644           | |
| 22.     | Kanjeng Tumenggung Ario Jaing Patih                                                          | Karang Toroy         | 1644–1648           | |
| 23.     | Kanjeng Tumenggung Ario Yudonegoro (Raden Bugan)                                             | Karang Toroy         | 1648–1672           | Kerajaan Mataram-Kompeni befolyása alatt, P.Trunojoyo avatta fel                                                    |
| 24.     | Kanjeng Tumenggung Ario Pulang Jiwo és Kanjeng Pangeran Ario Sepuh                           | Karang Toroy         | 1672–1678           | első ízben a régió történelmében Sumenep a Kelet-Indiai Társaság által ellenőrzött                                  |
| 25.     | Kanjeng Pangeran Ario Cokronegoro II (Pangeran Romo)                                         | Karang Toroy         | 1678–1709           | ismét a Mataram-Kompeni királyság befolyása alatt (K-I Társ.)                                                       |
| 26.     | Kanjeng Pangeran Ario Purwonegoro (Raden Tumenggung Wiromenggolo)                            | Karang Toroy         | 1709–1721           | a második KIT-által ellenőrzött időszak                                                                             |
| 27.     | Kanjeng Tumenggung Ario Cokronegoro III (Raden Ahmat alias Pangeran Ario Jimat)              | Karang Toroy         | 1721–1744           | a térség magában foglalja Besuki és Blambangan területét                                                            |
| 28.     | Kanjeng Tumenggung Ario Cokronegoro IV (Raden Alza)                                          | Karang Toroy         | 1744–1749           | Ke Lesap féle támadáskor menekült el                                                                                |
| 29.     | Ke' Lesap                                                                                    | Karang Toroy         | 1749–1750           | Kanjeng Tumenggung Ario Tirtonegoro házasságáig                                                                     |
| 30.     | Gusti Raden Ayu Tirtonegoro R. Rasmana és Kanjeng Tumenggung Ario Tirtonegoro (Bindara Saod) | Pajagalan            | 1750–1762           | az állam a férjének adta a vezetést                                                                                 |
| 31.     | Panembahan Somala                                                                            | Pajagalan            | 1762–1811           | a Sumenep Palota és a Sumenep Nagy Mecset alapítója                                                                 |
| 32.     | Sri Sultan Abdurrahman Pakunataningrat I (Raden Ario Notonegoro)                             | Pajagalan            | 1811–1854           | a Holland Kelet-India kormányzás felügyelete alatt kapta a Sumenep szultánja címet, irodalomból doktorált Angliában |
| 33.     | Panembahan Notokusumo II (Raden Ario Moch. Saleh)                                            | Pajagalan            | 1854–1879           | |
| 34.     | Kanjeng Pangeran Ario Pakunataningrat II(Pangeran Mangkuadiningrat)                          | Pajagalan            | 1879–1901           | közvetlenül kontrollálva a Holland Kelet-India kormánya által                                                       |
| 35.     | Kanjeng Pangeran Ario Pratamingkusumo                                                        | Pajagalan            | 1901–1926           | |
| 36.     | Kanjeng Tumenggung Ario Prabuwinoto                                                          | Pajagalan            | 1926–1929           | |

## Nyelv
Sumenep hivatalos nyelve az indonéz, valamint a köznyelvben a madura nyelv. Emellett a környező szigeteken a saját ősi nyelvek is használatban vannak, Sapeken szigetén a bajo, a mandar, a makaszar, s több Sulawesi-ről érkező regionális nyelv. Kangean szigetén a madura egy nyelvjárását, a kangeáni madurát beszélik.

## Vallás
A Központi Statisztikai Hivatal adatai szerint a 2010-es népszámláláskor Sumenep tartomány lakossága az alábbiak szerint nyilatkozott vallásáról:
- iszlám: 1.033.854 fő (99,22%),
- keresztény: 685 fő (0,066%), ebből katolikus 478 fő (0,046%),
- buddhista: 118 fő (0,011%),
- hindu: 8 fő (0,008%),
- konfucianista: 5 fő (0,005%)

A teljes lakosság: 1.041.915 fő (100%)

## Klíma
Sumenep trópusi éghajlatú. Eltérően Indonézia más területeivel az esős évszak októbertől márciusig tart, a száraz évszak pedig áprilistól szeptemberig. Az átlagos csapadékmennyiség 1479 mm. A 2011. év adatai szerint a hőmérséklet szeptember és november közt volt a legmagasabb (31,7°C). A levegő hőmérséklete az év során viszonylag állandó, az átlagos hőmérséklet 30°C. A csapadék jelentős része demberben érkezik. A leghosszabb átlagos napsütötte órák száma augusztusban a legnagyobb és februárban a legalacsonyabb. A szél sebessége júliusban volt a legerősebb, márciusban a leggyengébb.

## Fordítás
- Ez a szócikk részben vagy egészben a Sumenep Regency című angol Wikipédia-szócikk ezen változatának fordításán alapul.  Az eredeti cikk szerkesztőit annak laptörténete sorolja fel. Ez a jelzés csupán a megfogalmazás eredetét és a szerzői jogokat jelzi, nem szolgál a cikkben szereplő információk forrásmegjelöléseként.
- Ez a szócikk részben vagy egészben a Kabupaten Sumenep című indonéz Wikipédia-szócikk ezen változatának fordításán alapul.  Az eredeti cikk szerkesztőit annak laptörténete sorolja fel. Ez a jelzés csupán a megfogalmazás eredetét és a szerzői jogokat jelzi, nem szolgál a cikkben szereplő információk forrásmegjelöléseként.